# I believe (BoAの曲)
「I believe」（アイ・ビリーブ）は、BoAの41枚目のシングル。2020年11月4日発売。

## 解説
2019年5月1日より元号が平成から令和へ変わってからは初のシングル。 としては「スキだよ -MY LOVE-/AMOR」から1年半ぶりのリリースとなる。
自身初のBlu-rayの発売。
BoA盤は、トレーディングカードが封入。 (3種ランダム、限定盤は1種)
カップリングとして収録されている「Wishing Well」は配信限定シングルとしてリリースされた楽曲であり、『スキだよ -MY LOVE-/AMOR』から2か月ぶりのシングルとなる。
本作は夢の中で出会った恋人に対する想いを歌ったミドルバラードとなっており、自然と口ずさみやすいメロディーとなっている楽曲となっている。ツアーコンサートにて、当時はまだ完成されていない状態であったが、いち早く初披露されている。
後にジャケットや歌詞が配信前の10月18日に公開がなされた。
2025年現在、CDシングルの発売は行ってはいない。

## 収録曲

### BoA盤
1. I believe
作詞：Chica / 作曲：Christoffer Semelius、Magnus Funemyr、Caroline Gustavsson
2. Wishing Well
作詞：Chica / 作曲：Andy Love、Ludwg Lindell
3. I believe (Instrumental)
4. Wishing Well (Instrumental)

### 限定盤 CD
1. I believe
2. I believe (Instrumental)
3. オリジナルボイスドラマ 〜バンド再結成!編〜

### 限定版 CD+Blu-ray

#### CD
1. I believe
2. I believe (Instrumental)
3. オリジナルボイスドラマ 〜テーマソング編〜

#### Blu-ray
- 「テイルズ オブ ザ レイズ ラスト クレイドル」オープニングムービー